# Gabrielite
La gabrielite è un minerale.